# 878
| [ Edytuj tabelę ]          |                                                      |
| Król Anglii                | - 871 Alfred Wielki 899                              |
| Hrabia Aragonii            | - 867 Aznar II Galíndez 893                          |
| Hrabia Barcelony           | - 865 Bernard z Gocji 878 - 878 Wilfred Włochaty 897 |
| Cesarz Bizancjum           | - 867 Bazyli I Macedończyk 886                       |
| Chan Bułgarii              | - 852 Borys I Michał 889                             |
| Cesarz Chin                | - 873 Tang Xizong 888                                |
| Książę Czech               | - 870 Borzywoj I 889                                 |
| Władca Egiptu              | - 868 Ahmad Ibn Tulun 884                            |
| Król Franków wschodnich    | - 877 bezkrólewie 881                                |
| Król Franków zachodnich    | - 877 Ludwik II Jąkała 879                           |
| Cesarz Japonii             | - 876 Yōzei 884                                      |
| Kalif                      | - 870 Al-Mu’tamid 892                                |
| Król Khmerów               | - 877 Indrawarman I 889                              |
| Patriarcha Konstantynopola | - 877 Focjusz I Wielki 886                           |
| Król Leónu                 | - 866 Alfons III Wielki 910                          |
| Król Mercji                | - 874 Ceolwulf II 879                                |
| Król Nawarry               | - 851 García Íñiguez 880                             |
| Król Norwegii              | - 872 Harald Pięknowłosy 930                         |
| Papież                     | - 872 Jan VIII 882                                   |
| Książę Saksonii            | - 866 Bruno 880                                      |
| Król Szkocji               | - 877 Aedh 878 - 878 Eochaid 889 - 878 Giric 889     |
| Doża Wenecji               | - 864 Orso I Partecipazio 881                        |
| Książę wielkomorawski      | - 871 Świętopełk I 894                               |

Rok 878 / DCCCLXXVIII
stulecia: VIII wiek ~
IX wiek ~
X wiek

lata: 868 «
873 «
874 «
875 «
876 «
877 «
878
» 879
» 880
» 881
» 882
» 883
» 888

## Wydarzenia
- 21 maja – Syrakuzy na Sycylii zostały zdobyte przez muzułmanów.

- Bitwa pod Edington - zwycięstwo Alfreda Wielkiego z Normanami.
- Duńczycy zawarli umowę z królem angielskim Alfredem, co umożliwiło im stworzenie tam swojego władztwa Danelaw.

## Urodzili się
- Dasui Fazhen – chiński mistrz chan (zm. 963)
- Odo z Cluny – średniowieczny teoretyk muzyki (zm. 942)